# IJpromenade 2
IJpromenade 2 te Amsterdam is een gebouw aan de IJpromenade in Amsterdam-Noord. Het gebouw is sinds 25 januari 2022 op initiatief van Erfgoedvereniging Heemschut een gemeentelijk monument (200957). Het is bekend onder de aanduiding "Paviljoen Tolhuistuin".

## Gebouw
Het gebouw werd rond 1975 neergezet op het terrein van Koninklijke Shell op de hoek tussen de IJ-oevers en het Buiksloterkanaal. Shell had hier een heel complex in bedrijf en liet architect Arthur Staal voor het complex meerdere gebouwen ontwerpen ter illustratie van de innovaties binnen het bedrijf. Staal ontwierp al in 1963 de kantine voor Shells personeel, die dus twaalf jaar op zich liet wachten. Het was destijds het grootste bedrijfsrestaurant in Nederland, ze heeft een vloeroppervlak van 4500 m² voor 680 personen. Een groot deel van het personeel was echter werkzaam aan de andere zijde van het kanaal, dus moest er en passant ook een droogloper met brug (de latere Galgenveldbrug, die onder dit gemeentelijk monument valt) komen. Beide behoren tot de bouwstijl structuralisme.
Bij de verklaring tot gemeentelijk monument werd gewezen op de tegenstellingen binnen het ontwerp. Alhoewel groot van opzet, heeft het een kenmerk van de “menselijke maat”. Het groter geheel is opgedeeld in allerlei kleinere segmenten. Met de gebruikte materialen beton, staal en glas heeft het een zwaar (gewicht) uiterlijk. Echter door een sterk teruggetrokken begane grond en de door pijlers gedragen dele van de verdieping lijkt het gebouw te zweven. Dit is ook het kenmerk van de module die in overstek boven het water hangt. Een ander zichtbaar onderdeel, de horizontale belijning, draagt bij aan de lichtheid (gewicht) van het gebouw. Bijzondere aandacht verdient het dak, dat opgebouwd is uit (van oorsprong) 22 kleine piramides. Dit werd nog in de periode 1963-1975 gewijzigd om het geheel zichtbaar vanuit de Shelltoren dynamischer te maken. Die dakconstructie heeft een tegenhanger in de plafond van de kantine, alwaar omgekeerde piramides zichtbaar zijn. Men vergelijkt het gebouw wel met het Burgerweeshuis van Aldo van Eyck, dat eenzelfde opbouw heeft.  
In het gebouw waren naar toenmalig gebruik allerlei andere diensten ondergebracht, zo was er een filiaal van ABN gevestigd (Staal ontwierp enige vestigingen van die bank), een winkel etc. 
Het gebouw vormt een combinatie met de Shelltoren, na vertrek van Shell beter bekend als A'DAM Toren. Daar waar die rank en verticaal is, is de kantine breed en horizontaal. 
Staal werkte voor de omgeving samen met tuinarchitect Mien Ruys.
Gemeente Amsterdam kocht in de jaren nul van de 21e eeuw aan, Shell was al lang vertrokken. De gemeente gaf opdracht aan VASD interieur en architectuur het gebouw gereed te maken voor de toekomst. Daarbij bleef de kern vrijwel in originele staat, maar kwam er wel een terras aan de kant van de IJpromenade.

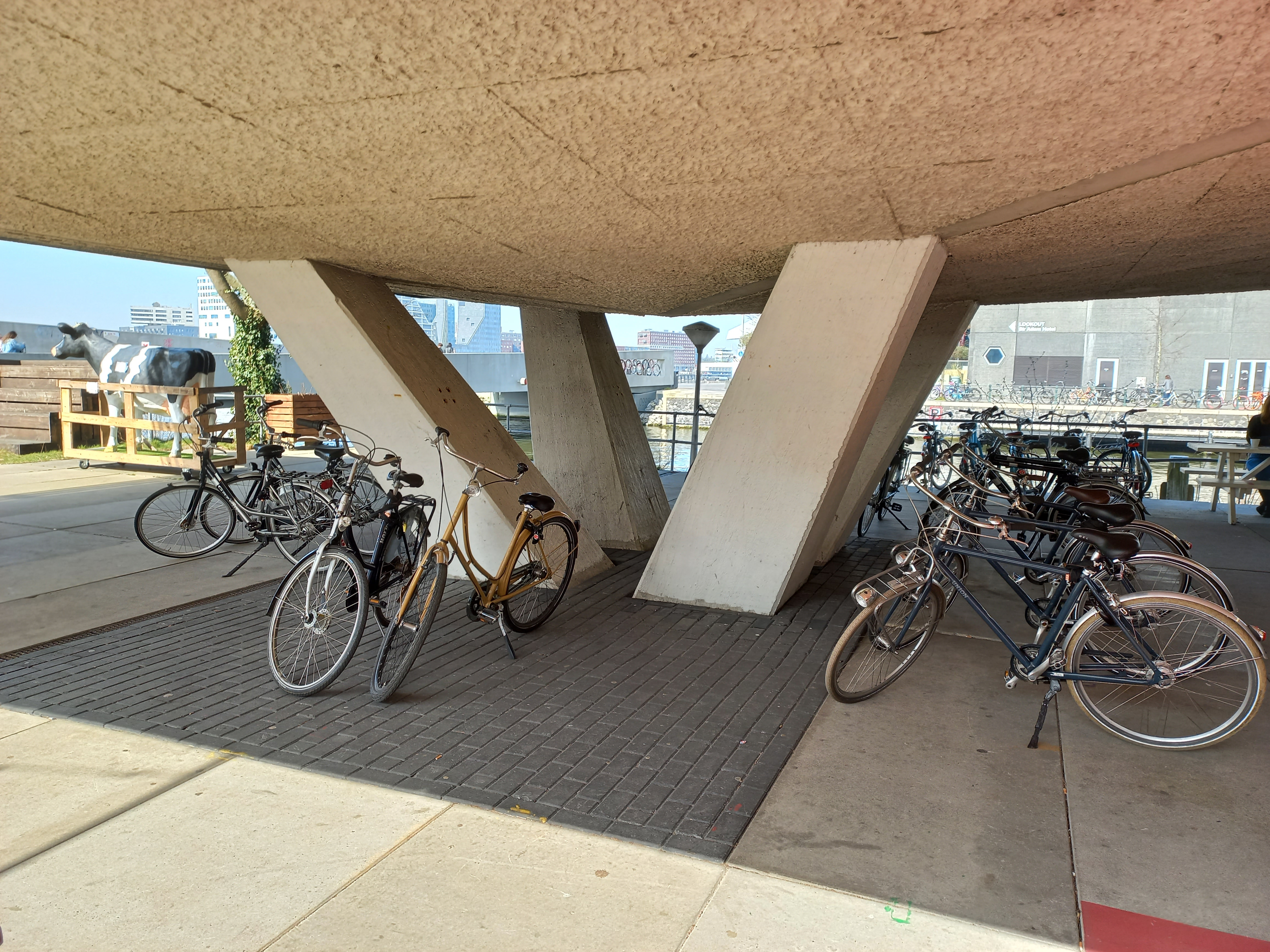
Een van de ondersteuningen (maart 2022)

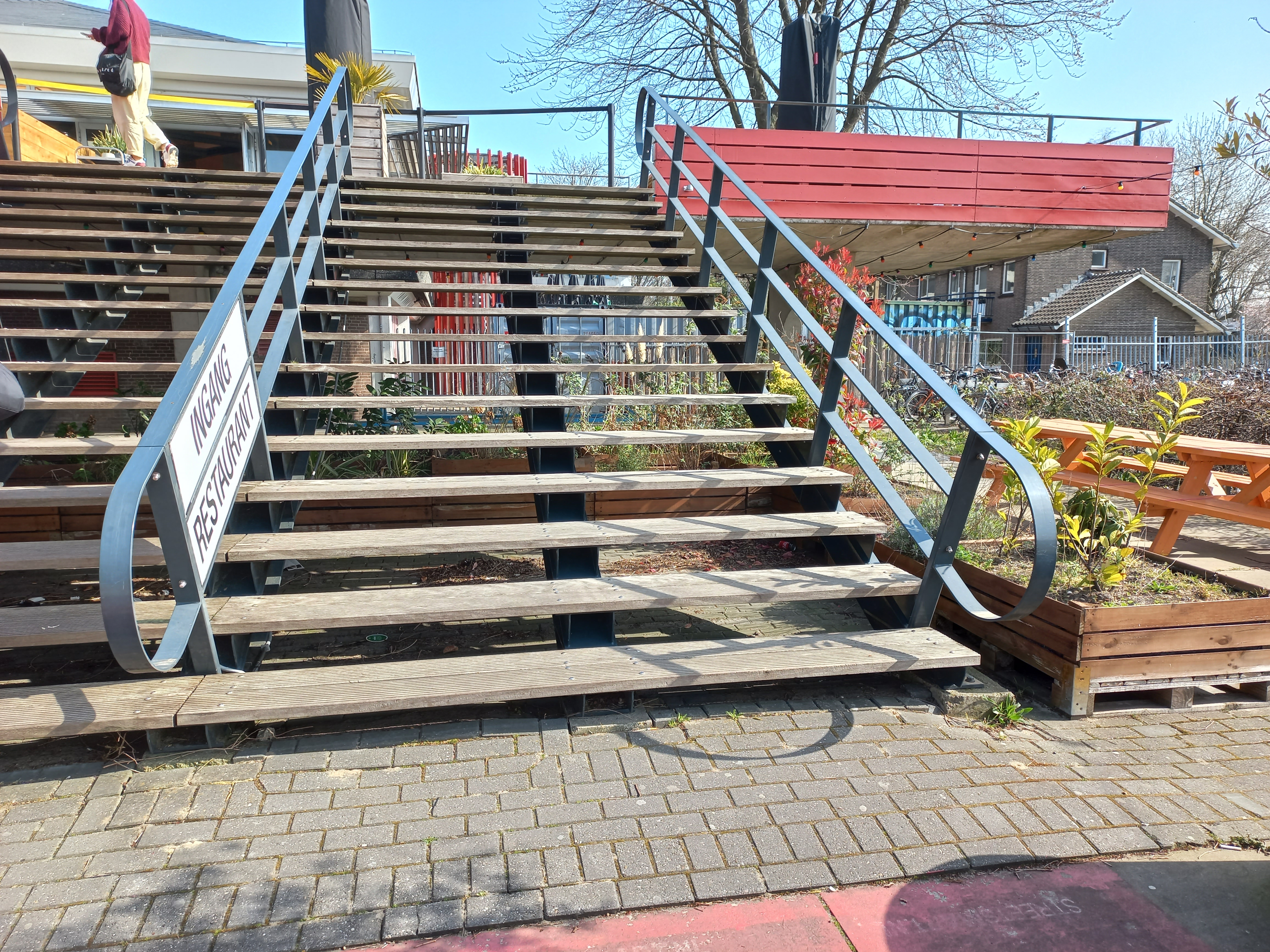
Toegangstrap naar terras (maart 2022)